# Kreton
Kreton – rodzaj bawełnianej lub lnianej tkaniny o splocie płóciennym, usztywnianej. Tkanina ta jest barwiona w kolorowe wzory. Często z dodatkiem poliestru, aby zmniejszyć gniotliwość. Prawa strona jest lekko omszona, a lewa apreturowana. Z kretonu szyje się bieliznę osobistą, fartuchy oraz lekkie sukienki.